# とつくにの少女
『とつくにの少女』（とつくにのしょうじょ）は、ながべによる日本の漫画作品。『月刊コミックガーデン』（マッグガーデン）2015年10月号（2015年9月5日発売）から2021年4月号（2021年3月5日発売）まで連載された。同社のWEBコミックサイト『MAGCOMI（マグコミ）』でも毎月25日に配信している。
2つの国に生きる人間の少女と呪われた人外を描くダーク・ファンタジー。キャッチフレーズは「新たな人外×少女の物語、始まるーー」、「これは、絵本。これは、童話。これは詩集」。ベタをふんだんに利用し、白と黒をはっきりと分けたコマが特徴的である。

## あらすじ
昔々、人間の棲む国「内つ国（うちつくに）」と人外が棲み呪われた国「外つ国（とつくに）」があったが、内つ国にも呪いが拡大していた。ある日、主人公で人外である先生は外つ国に捨てられてしまった人間の少女シーヴァを拾い面倒を見るが、シーヴァが捨てられたことや内つ国には戻れないことを本人に伝えるべきか否かを悩むこととなった。
また、先生は実は元は人間だったが、外つ国で呪われたために人外の姿となっていた。このため、シーヴァに呪いが移らないように身体が触れることを恐れていた。

## 登場人物
「声」は長編アニメ版担当声優。
せんせ
声 - 福山潤
主人公。外つ国に住む人外。シーヴァからは「せんせ」と呼ばれている。
もとは人間だったが、外つ国の呪いにより人外となってしまった。体中黒く、頭は角が生えた動物の姿をしているが口はなく、痛みも感じない。本人が言うには、食べる必要も寝る必要もないという。作中では一貫して黒い服を着ている。
シーヴァ
声 - 高橋李依
外つ国に捨てられた人間の少女。幼い姿をしている。主に白色の服を着ている。吹き出しでは一貫して平仮名の台詞となっている。
外の者
声 - 後藤ヒロキ
外つ国に住む人外。体中黒く、木の枝のような角が生えている。先生のことを「黒い子」と呼び「よそ者」と疑っていることから、先生とは異なりはじめから外つ国に住んでいたと考えられる。
おばさん
シーヴァが外つ国に捨てられる前に面倒を見ていた人間の老婆。

## 書誌情報
- ながべ『とつくにの少女』マッグガーデン〈BLADE COMICS〉、全11巻
  1. 2016年3月10日発売、ISBN 978-4-8000-0545-8
  2. 2016年9月10日発売、ISBN 978-4-8000-0612-7
  3. 2017年4月10日発売、ISBN 978-4-8000-0671-4
    - 初回限定版 ISBN 978-4-8000-0650-9

  4. 2017年10月10日発売、ISBN 978-4-8000-0720-9
    - 初回限定版 ISBN 978-4-8000-0712-4

  5. 2018年4月10日発売、ISBN 978-4-8000-0757-5
    - 初回限定版 ISBN 978-4-8000-0746-9

  6. 2018年10月10日発売、ISBN 978-4-8000-0801-5
  7. 2019年3月9日発売、ISBN 978-4-8000-0836-7
    - 初回限定版 ISBN 978-4-8000-0811-4

  8. 2019年9月10日発売、ISBN 978-4-8000-0891-6
    - 初回限定版 ISBN 978-4-8000-0851-0

  9. 2020年3月10日発売、ISBN 978-4-8000-0946-3
  10. 2020年9月10日発売、ISBN 978-4-8000-1011-7
  11. 2021年4月9日発売、ISBN 978-4-8000-1065-0
- ながべ『とつくにの少女[dear.] 番外編』マッグガーデン〈BLADE COMICS〉、2022年3月10日発売、ISBN 978-4-8000-1117-6
  - 特装版、ISBN 978-4-8000-1097-1

## アニメーション
DVDとして、短編アニメはコミックス8巻の初回限定版に付属、長編アニメはコミックス番外編の特装版に付属した。
短編アニメは発売に先立ち、2019年8月1日にファンタジア国際映画祭で初公開された。また、2019年10月12日にはスコットランド・ラブズ・アニメ映画祭でも上映、2020年9月下旬より10月初旬にかけて開催のオタワ国際アニメーション映画祭「短編コンペティション部門」に招待、2020年12月には日本映画祭とJFFプラスオンライン映画祭で各国でオンライン配信された。また、ほかの映画祭にも出品実績がある。
制作にあたり、WIT STUDIOが主催する初のクラウドファンディングとして、「とつくにの少女」長編アニメの支援金を3月10日から5月9日にかけてKickstarterで募集された。当初の目標額300万円を初日に達成。最終日には2000万円のストレッチゴールを超えた。集められた資金は本編制作のさらなるクオリティアップ、プロモーション展開拡大のために使用された。
スタッフ
- 短編アニメ
アニメーション制作はWIT STUDIO。映像ディレクターは久保雄太郎と米谷聡美[3]。

- 長編アニメ
  - 原作：ながべ「とつくにの少女」（ブレイドコミックス刊）
  - 監督・脚本・キャラクターデザイン：久保雄太郎、米谷聡美
  - 美術監督：竹田悠介（Bamboo）
  - 撮影監督：横井武尊（WIT STUDIO）
  - 編集：齋藤朱里（三嶋編集室）
  - 音楽：Schroeder-Headz
  - 音楽制作：フライングドッグ
  - 音響監督：はたしょう二
  - 音響効果：出雲範子
  - 音響制作：サウンドチーム・ドンファン
  - アニメーション制作：WIT STUDIO
  - 製作：とつくにの少女 製作委員会